# 푸치니상
푸치니상은 푸치니가 머무르며 작품 활동을 한 이탈리아의 토레 델 라고에 위치한 ‘푸치니 페스티벌 재단’이 1971년 푸치니 상으로 제정해 시상해 왔다.
이 상의 초기 수상자들은 레나타 테발디, 마리아 칼라스, 체칠리아 가스디아 등 푸치니의 음악을 잘 소화해 낸 여성 성악가들이었다.
1983년부터는 푸치니 음악 등과 관련된 음반이나 영화 등으로 수상 분야가 넓어졌고 2006년에는 루치아노 파바로티가 받기도 했다.